# Phyllanthus echinospermus
Phyllanthus echinospermus är en emblikaväxtart som beskrevs av Charles Wright. Phyllanthus echinospermus ingår i släktet Phyllanthus och familjen emblikaväxter. Inga underarter finns listade i Catalogue of Life.